# Вілія Матачюнайте
Вілія Матачюнайте (лит. Vilija Matačiūnaitė; нар. 14 червня 1986 року, Вільнюс, СРСР) — литовська співачка, акторка, автор пісень. Представляла Литву на пісенному конкурсі Євробачення 2014 у Копенгагені, Данія, з піснею «Attention», однак до фіналу не вийшла.

## Життєпис
Вілія народилася 24 червня 1986 року в сім'ї Антонія і Римми Матачюнайте у Вільнюсі. У Вілії є сестра Сара і брат Алекс. З дитинства займалася музикою і вокалом. Навчалася в джазовій школі Артураса Новікаса і студії «Mikrofonas». У 16 років Вілія зібрала власний гурт і записала кілька пісень. Також Вілія Матачюнайте була учасницею гуртів «Kampas» і «Cordage». У 2006 році вийшов дебютний сольний альбом Матачюнайте під назвою «Mylėk». 
У 2004 році в Юрмалі на міжнародному пісенному фестивалі «Бурштинова зірка» зайняла друге місце. Брала участь у литовських відбіркових турах на «Євробачення–2003» та «Євробачення–2005». Вілія є учасницею багатьох телевізійних проектів і шоу на різних телеканалах Литви. У 2005 Вілія посіла 2 місце у музичному реаліті-шоу «Kelias į Žvaigždes» на каналі «LNK», а у 2010 році посіла 2 місце у танцювальному реаліті-шоу «Kviečiu Šokti».